# Autorretrato (Dou, Nueva York)
Autorretrato es una pintura al óleo de 1665 realizada por Gerrit Dou. Se muestra al artista en el momento cumbre de su fama, sostiene una paleta de pintor y está rodeado de objetos de su estudio. Pertenece a la colección del Museo Metropolitano de Arte de Nueva York. 

## Descripción
Como anteriormente hizo su maestro Rembrandt, Dou se realizó varios autorretratos, probablemente por encargo para clientes específicos que eran propietarios de más de una de sus obras; hoy en día se conocen cerca de una docena. Este de 1665 entró en la colección del museo a través del legado de Benjamin Altman.
Esta pintura de Dou fue documentada en 1908 por Hofstede de Groot que escribió:

«283. Retrato del pintor Sm. 101 y Suppl 60; M. 112. Colocado de pie junto a una ventana, sostiene la paleta y los pinceles en la mano izquierda, y voltea con su derecha las hojas de un gran libro puesto encima del vierteaguas. Aparenta unos cuarenta años, lleva un chaleco de color marrón con mangas, un manto azul oscuro bordado con punta de encaje dorada, y una gorra de color azul claro; una cortina cuelga sobre el vierteaguas de la ventana, que cubre parte de un conocido relieve del escultor François Duquesnoy, que representa unos niños jugando con un macho cabrío, este relieve se encuentra bajo la ventana. En un primer plano hay una maceta de caléndulas. Una cepa crece sobre un lado de la ventana, donde cuelga una jaula de pájaros. En el fondo hay un caballete con un paraguas abierto en la parte superior. "Una imagen muy bonita e interesante" SM.»

El relieve de Duquesnoy fue utilizado en varias ocasiones por Dou en otras "pinturas de nicho":

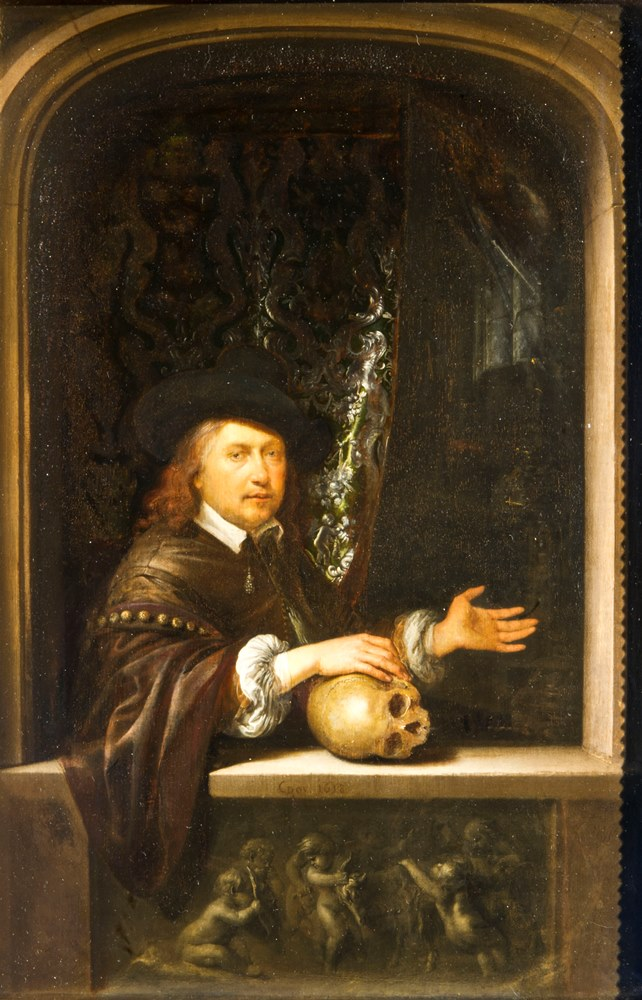
Autorretrato con calavera
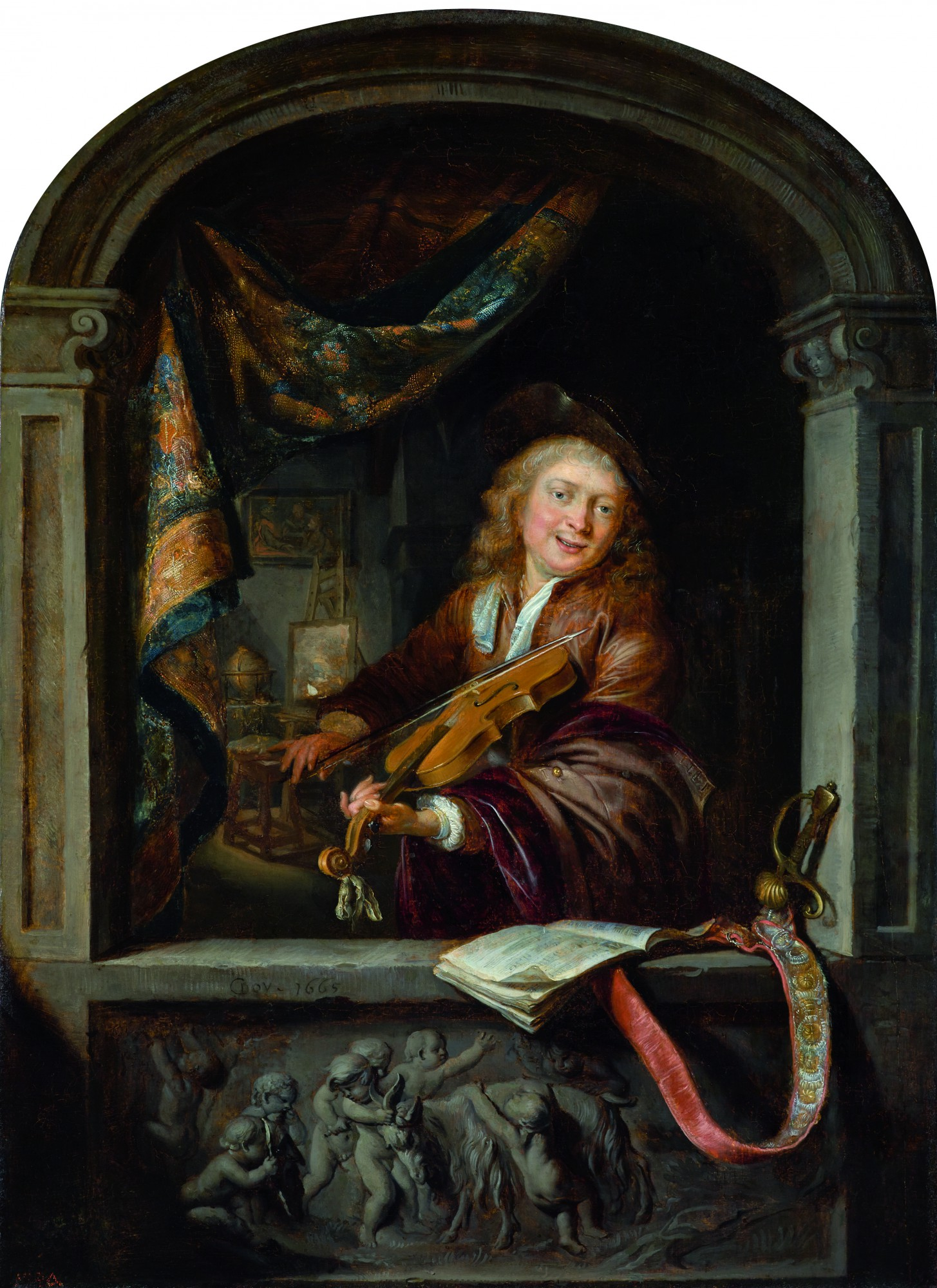
Violinista
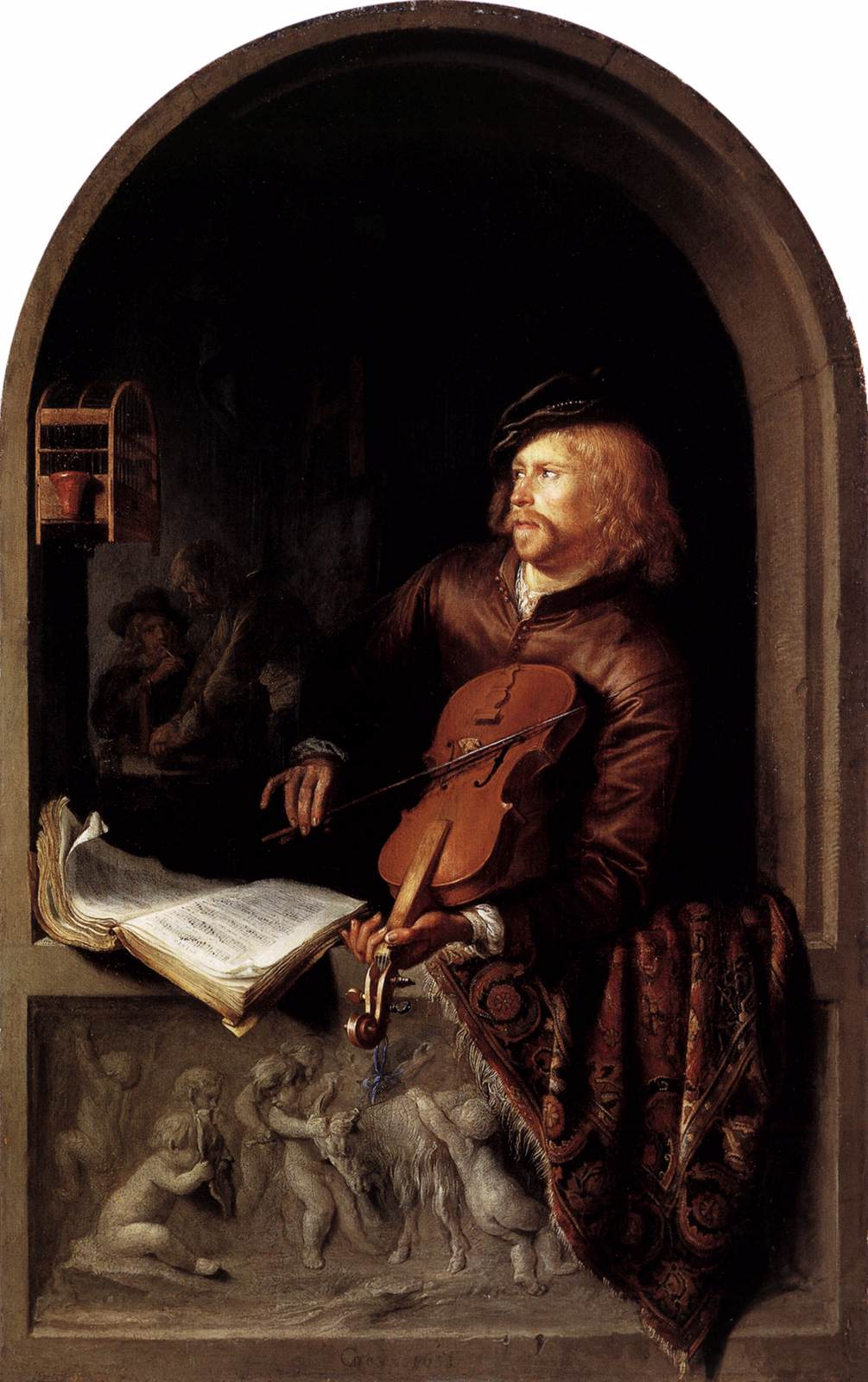
El tocador de violín
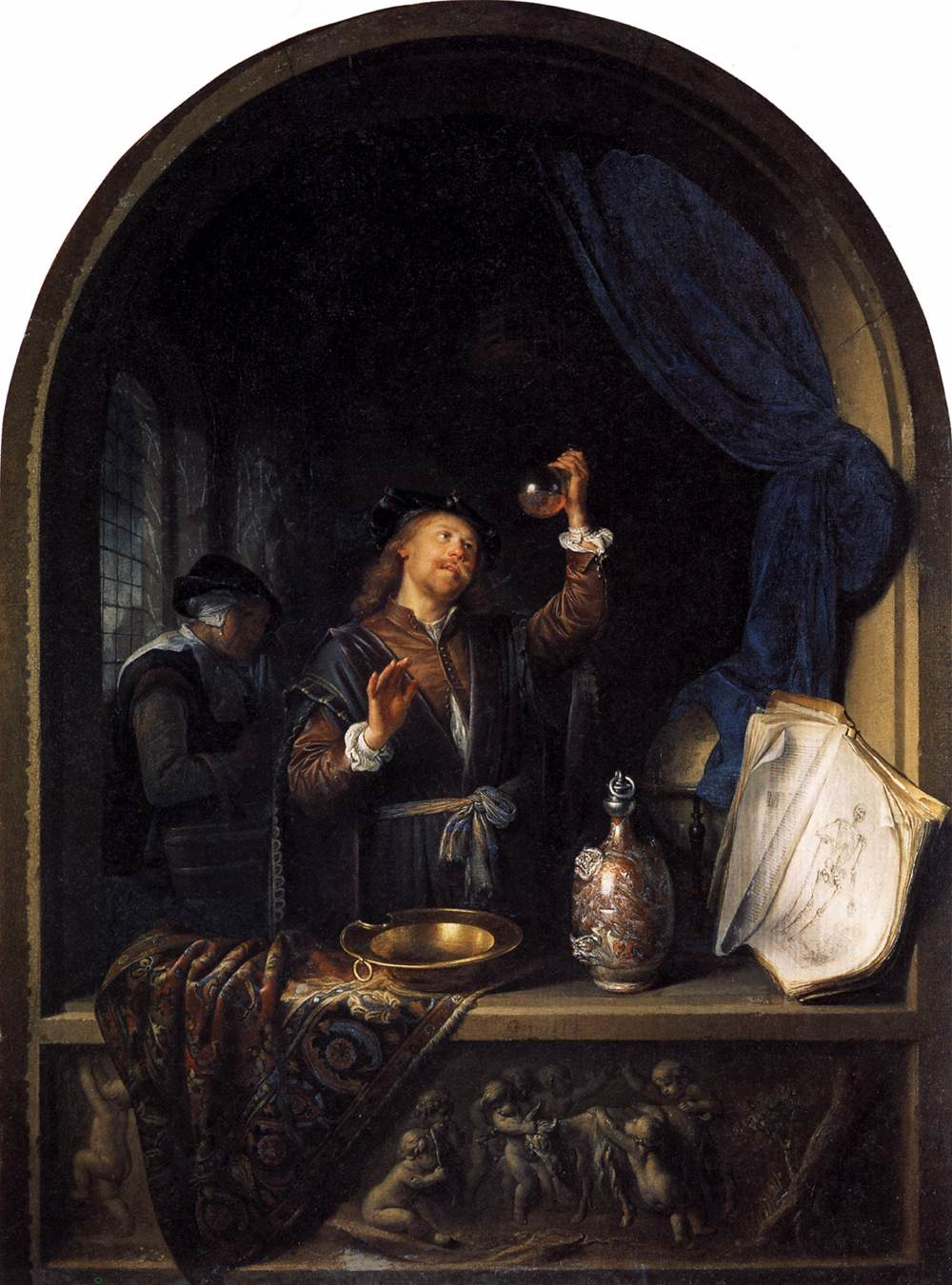
El doctor
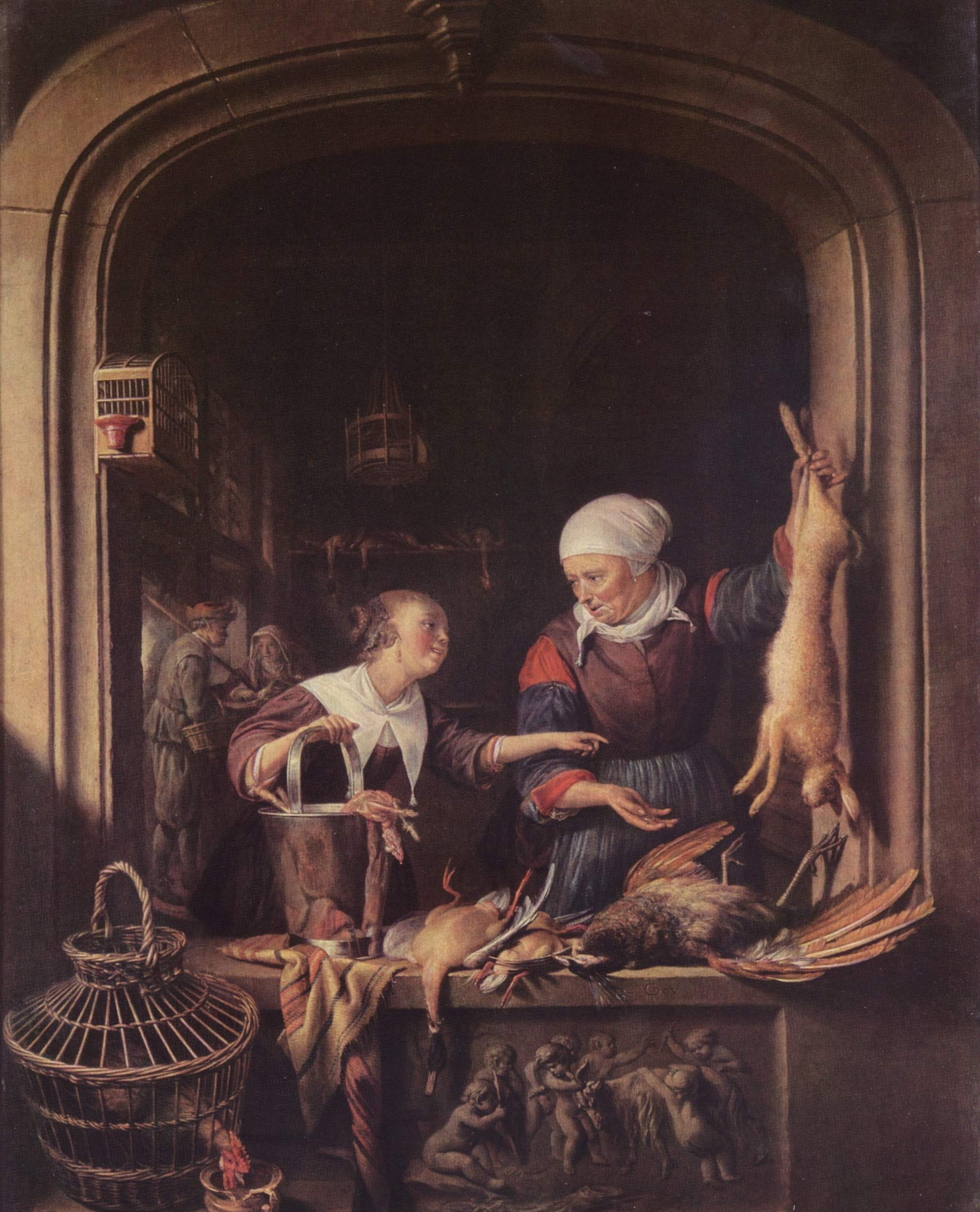
La tienda de aves de corral
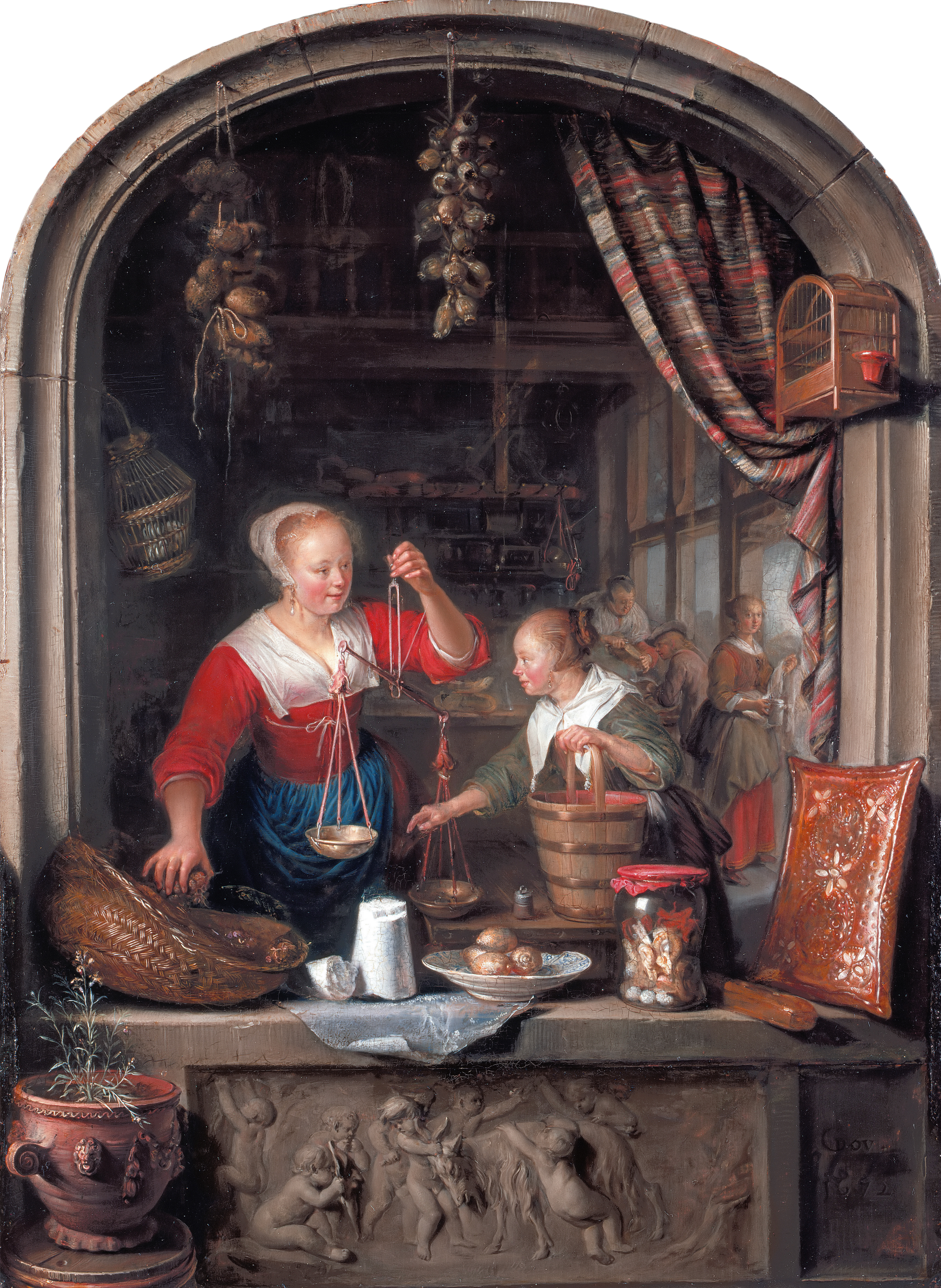
La tienda de comestibles

## Influencia posterior
Esta pintura fue copiada por Etienne Compardel, y quizás fue esta versión la que utilizó Jacobus Houbraken para uno de los grabados de las vidas de pintores escritas por su padre. Arnold Houbraken admiraba a Dou tanto que comenzó su segundo volumen de biografías de pintores el Schouburgh con su biografía, llamándole junto con su contemporáneo Bartholomeus van der Helst «dos luces de guía en las artes» e ilustrando sus retratos con dos mechas encendidas.

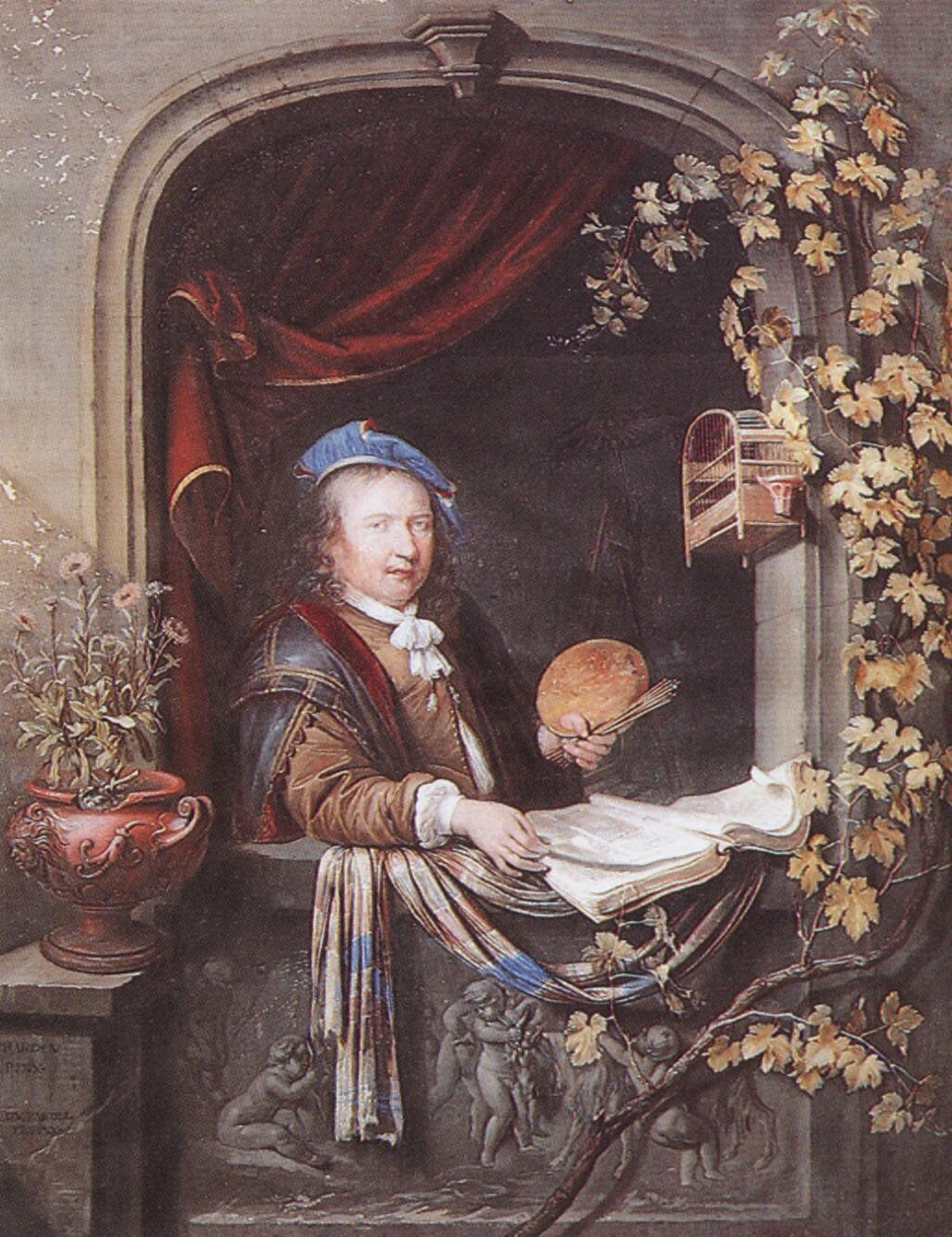
Miniatura copiada por Compardel
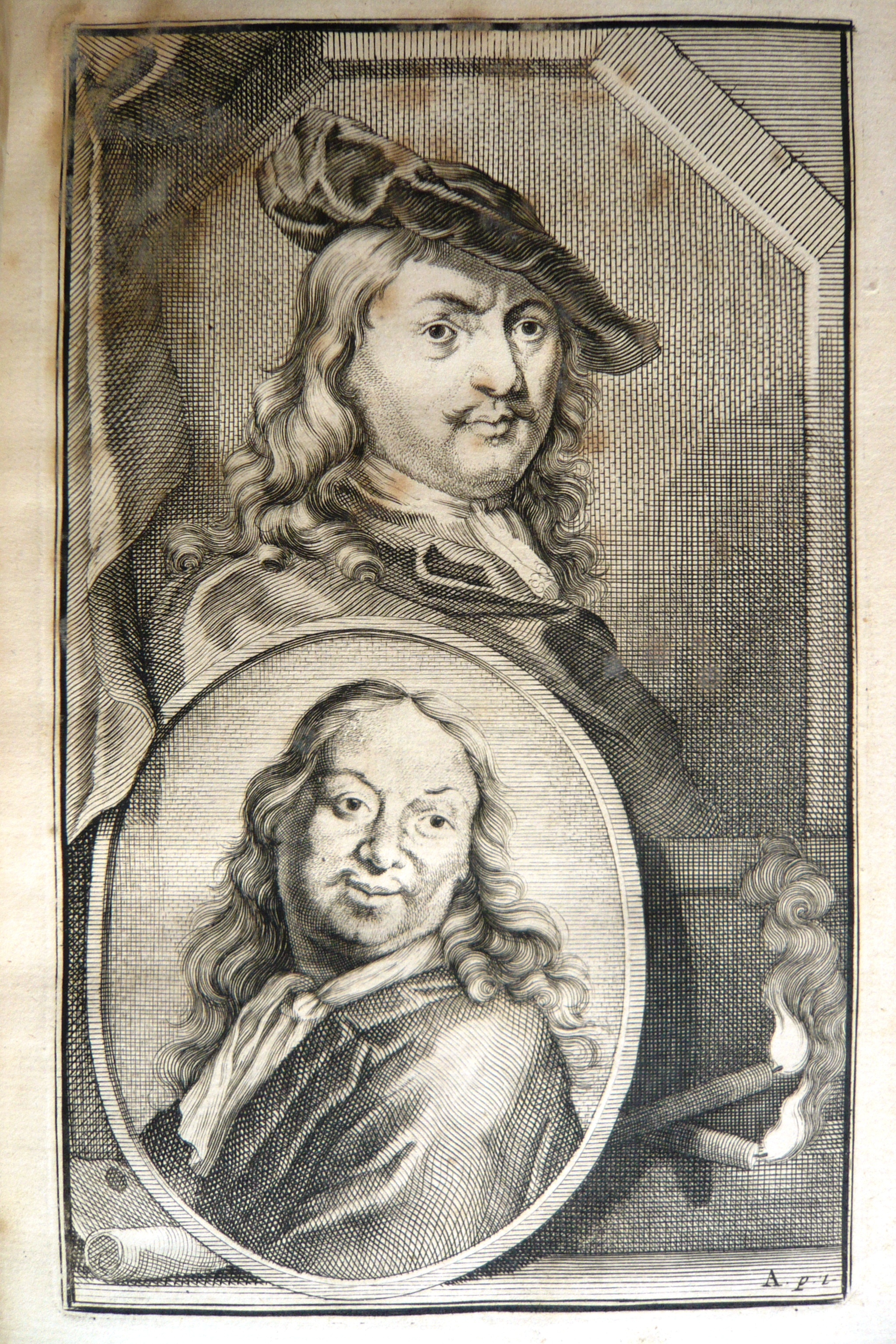
Retratos de Dou y Van der Helst per Jacobus Houbraken